# Charles, Công tước Hạ Lorraine

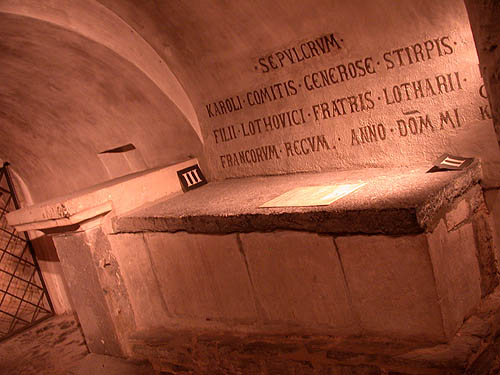
Lăng mộ của Charles trong Vương cung thánh đường Saint Servatius ở Maastricht

Charles (953 – 22 tháng 6 năm 992) là Công tước Hạ Lorraine từ năm 977 cho đến khi qua đời.

## Gia đình
Năm 970 Charles kết hôn với Adelaide của Troyes. Họ có với nhau năm người con:
- Otto, sau là Công tước Hạ Lorraine[2]
- Ermengarde, người kết hôn với Albert I, Bá tước xứ Namur[2]
- Gerberga (975–1018), người kết hôn với Lambert I, Bá tước xứ Louvain[3]
- Louis (989 – sau năm 993)[4]
- Charles (sinh năm 989)[4]